# نادود

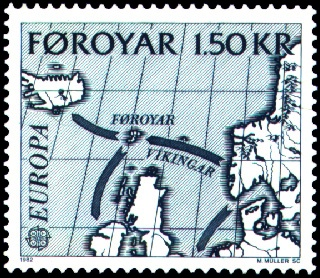
مسیر وایکینگ‌ها به ایسلند خدمات پستی جزایر فارو ۱۵ مارس ۱۹۸۲

نادود (نورس باستان: Naddoðr یا Naddaðr , ایسلندی: Naddoður , فارویی: Naddoddur) یک وایکینگ اهل اسکاندیناوی بود که برای کشف ایسلند مشهور است.

## زندگی‌نامه
نادود در نروژ جنوبی امروزی به دنیا آمد. او یکی از اولین ساکنان جزایر فاروبود و پس از گریمر کامبان اولین کسی بود که در حدود سال ۸۲۵ در آن ساکن شد.